# Sciophila vockerothi
Sciophila vockerothi är en tvåvingeart som beskrevs av Zaitzev 1982. Sciophila vockerothi ingår i släktet Sciophila och familjen svampmyggor. Inga underarter finns listade i Catalogue of Life.